# Wenceslas Compaoré
Wenceslas Compaoré (ur. 8 listopada 1934 w Kombissiri, zm. 18 czerwca 2023 w Wagadugu) – burkiński duchowny rzymskokatolicki, w latach 1997–2010 biskup Manga.

## Życiorys
Święcenia kapłańskie przyjął 8 września 1962. 2 stycznia 1997 został prekonizowany biskupem Manga. Sakrę biskupią otrzymał 18 maja 1997. 28 grudnia 2010 przeszedł na emeryturę.